# Daniela Akerblom
Daniela Akerblom (née le 3 décembre 1975 à Montréal) est une actrice québécoise.

## Biographie
Elle fut la compagne du réalisateur John L'Ecuyer.

## Filmographie
- 1984 : Télévision de chambre : Sous le signe du poisson (TV) : Elsa
- 1986 : L'Épée de Gédéon (Sword of Gideon) (TV) : Girl
- 1986 : Lance et compte (série télévisée) : Geneviève
- 1987 : La Maison Deschênes (feuilleton) : Élise Laurin
- 1989 : Cruising Bar : Monique
- 1991 : Salut les Musclés (série télévisée - épisode 222)
- 1991 : Sous le signe du poisson (TV) : Olsa
- 1992 : Primary Motive (en) : Announcer
- 1989 : Le Destin du docteur Calvet (série télévisée) : Sandy Leclerc (1992)
- 1995 : Disparu (en) (Vanished) (TV) : Birgit Saunders
- 1996 : Snowboard Academy (en) : Jessica
- 1997 : Liaisons scandaleuses (en) (An American Affair) de Sebastian Shah : Phyllis
- 1997 : Omertà II - La loi du silence (feuilleton TV) : Lyne Levert
- 1999 : Kayla : Miss Washburn
- 1999 : Babel : Receptionist
- 2000 : Saint Jude : Drunk Girl in Club
- 2001 : KM/H (série télévisée) : Femme allemande
- 2004 : Le Goût des jeunes filles
- 2010 : Mirador (série télévisée) : Femme de Ralf